# Ludolf I. (Ratzeburg)

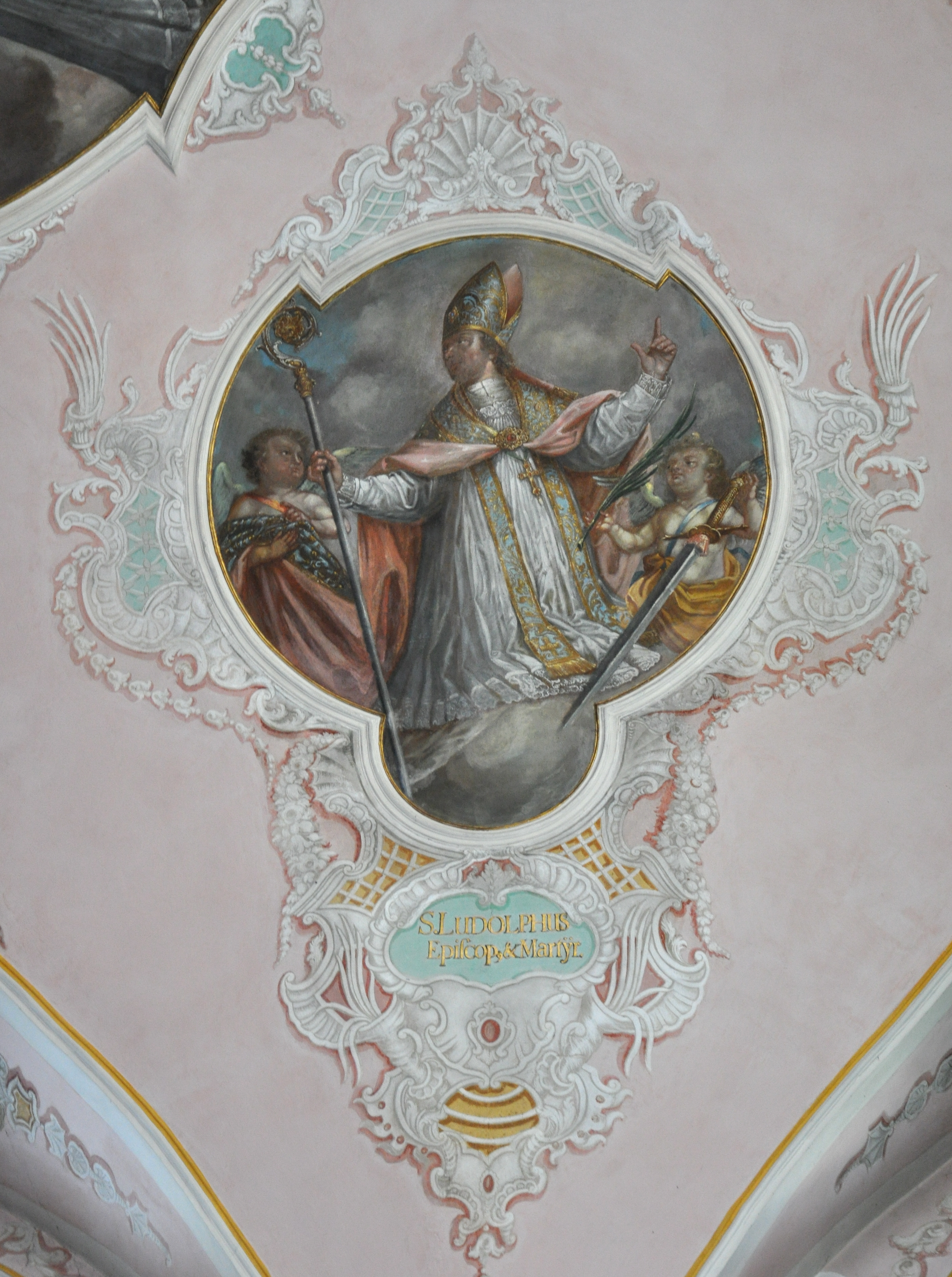
Der hl. Ludolph an der Chordecke der Klosterkirche des ehemaligen Prämonstratenserklosters Schussenried, Fresko von Gabriel Weiß, 1744

Ludolf I. von Ratzeburg († 29. März 1250 in Wismar) war von 1236 bis 1250 Bischof von Ratzeburg. Er wird als Heiliger verehrt.

## Leben
Ludolf stammte vermutlich aus Sachsen und war Prämonstratenser. Er ist 1230/31 als Diakon in Ratzeburg nachgewiesen. Als er 1236 zum Bischof gewählt wurde, bekleidete er das Amt des Camerarius. Er bestätigte 1237 das kurz zuvor gegründete Benediktinerinnenkloster Rehna. Seine Amtszeit war geprägt von Auseinandersetzungen mit Herzog Albrecht von Sachsen. Obwohl das Hochstift nach der Absetzung Heinrichs des Löwen die Reichsunmittelbarkeit erlangt hatte, die Ludolfs Vorgänger Petrus im Jahre 1236 von Kaiser Friedrich II. bestätigt wurde, erhob der sächsische Herzog Ansprüche auf das Hochstift. Er forderte vom Bischof die Vogtei über das Land Boitin, die Überlassung der Burg Farchau und Abgaben der kirchlichen Untertanen. Ludolf widersetzte sich den sächsischen Ansprüchen, musste jedoch 1247/48 zu Johann I. von Mecklenburg flüchten. Er starb im Franziskanerkloster Wismar.
2021 wurde bekannt, dass ein Sondengänger im Klützer Winkel ein Petschaft mit dem Abbild von Ludolf I. gefunden hatte. Das nur noch zur Hälfte vorhandene Siegel ist aus Bronze und hatte einen ursprünglichen Durchmesser von etwa fünf Zentimetern. Archäologen zufolge gab es bis dahin deutschlandweit kein archäologisch entdecktes Bischofssiegel. Daher sprechen sie dem Fundstück aus der Mitte des 13. Jahrhunderts eine hohe Bedeutung für die Landesgeschichte in Mecklenburg-Vorpommern zu.

## Heiliger
Die katholische Kirche ehrt Ludolf als Märtyrer, der für die Rechte und Freiheit der Kirche sein Leben opferte. Seine Heiligsprechung wurde ab 1340 betrieben, die Kanonisierung fand vor 1384 statt. Der Heiligenlegende nach wurde er von dem von Herzog Albrecht beauftragten Lübecker Ritter Erikin de Nemore gefangen genommen und gefoltert, bevor er entkommen und zu Johann von Mecklenburg flüchten konnte, wo er an den Folgen der Haft gestorben sei. Sein ursprünglicher Gedenktag ist der 29. März, sein Todestag. Heute wird sein liturgisches Gedenken im Erzbistum Hamburg am 17. Februar als Eigenfeier zusammen mit dem der Ratzeburger Bischöfe Evermod und Isfried begangen.